# Yvonig Gicquel
Yvonig Gicquel (Josselin (Morbihan), 1933 - An Oriant, 2008) fou un historiador i economista bretó. Es diplomà en estudis superiors de dret públic i ciències polítiques i fins a 1993 fou dirigent de la Cambra de Comerç d'Ar Mor-Bihan. També ha estat president i fundador del Cercle Cèltic de Josselin i president de la confederació cultural Kendalc'h de 1973 a 1982.
El 1976 fou un dels redactors del projecte de Carta Cultural Bretona, que fou anunciada pel president francès Valéry Giscard d'Estaing a Ploërmel el febrer de 1977. A les eleccions al Parlament Europeu de 1979 participà en la llista Région-Europe de Jean-Edern Hallier amb nombrosos militants bretons sorgits de l'equip de La Nation bretonne.
Ha estat president de lInstitut Cultural de Bretanya des de 1998 i conseller municipal per UDF. Del 1982 al 2003 també ha presidit les edicions Coop Breizh (jusqu'en 2003). Ha publicat obres d'història de Bretanya i ha estat condecorat amb l'orde de l'Hermini.

## Obres
- Le Comité Consultatif de Bretagne, un essai de décentralisation au milieu du Plantilla:S-. Rennes, Imp. Simon - 1961.
- La fonction de direction d'un Secrétaire Général de CCI, Association des secrétaires généraux de CCI, Paris, 1975, diffusion interne.
- Le mouvement culturel breton, Kendalc'h, 1977, 32 p.
- Olivier de Clisson, (1336-1407) : Connétable de France ou chef de parti breton? (Bibliothèque celtique). éd. Jean Picollec, 1981, 330 page. Premi Pascal Pondaven 1982.
- Du VIè au XVIè siècle, l'espace d'histoire du premier millénaire breton. Contribució a La Bretagne, sota la direcció de Yann Brekilien, Les éditions d'Organisation, Paris, 1982.
- Lorient, de la porte des Indes à la porte océane bretonne, brochure avec illustrations, 33 p., CCI du Morbihan, An Oriant, 1982.
- Economie, Espace, le Morbihan bouge, Diffusion de la culture économique, direction en collaboration avec d'autres auteurs, CCI du Morbihan, An Oriant, 1984.
- Oser accoupler culture et économie, contribució à "Bretagne 2000", Tud ha Bro, Plabennec, 1986.
- Alain IX de Rohan, un grand seigneur de l'Age d'Or de la Bretagne, éd. Jean Picollec, Paris, 1986, 530 p.
- Réalisation de plusieurs documents de promotion économique y compris audiovisuels, ex. Le Pays de Ploërmel bouge, 1985.
- De grandes mutations économiques réussies au cours des quatre dernières décennies, p.471 à 497. Contributions à Le Morbihan, de la Préhistoire à nos jours, 1994, éditions Bordessoules, sota la direcció de Gérard Le Bouedec.
- Jean II de Rohan (1452-1516) ou l'indépendance brisée de la Bretagne, éd. Jean Picollec, Coop Breizh, 1994, 608 p.
- Le canton deJosselin, contribució a Le Patrimoine des communes du Morbihan, Flohic, Paris, 1996.
- Bretagne Morbihan, l'espace Morbihannais des origines à nos jours, il·lustrat, Gal'Art, Angers, 1998, 216 p.
- Le Combat des Trente, Épopée au cœur de la mémoire bretonne, il·lustrat, Coop Breizh, 2004, 224 p.
- Articles a Breizh (Kendalc'h), La Bretagne Economique (chambre de commerce), Armor Magazine, La Vie Bretonne (CELIB), Sterenn (Institut Cultura de Bretanya), Dalc'homp Soñj (història), Bulletin de l'association Bretonne, etc.
- Participations à plusieurs guides ou ouvrages sur le patrimoine dont Larousse, Gallimard, Les Guides Bleus (préface La Bretagne d'aujourd'hui en 1991)...
- Préfaces pour des ouvrages (dont actes de l'Institut Culturel de Bretagne).
- La chambre de commerce et deux siècles d'économie du Morbihan (1807-2007), CCIM, Coop Breizh, 2008, 544 p.